# Saint-Cyprien Sportif XIII
Maillots
Le Saint-Cyprien Sportif XIII est un ancien club de rugby à XIII  situé à Saint-Cyprien, dans les Pyrénées orientales, qui a remporté le championnat de France 1977 de Nationale 2, celui de Nationale A en 2000  et qui, en 2002,  a rejoint un club résultant de la fusion d'autres clubs de rugby à XIII catalans : l'Union treiziste catalane,  rebaptisée ensuite  « Saint-Estève XIII Catalan ». 

## Histoire
Le club fut fondé en 1969  par le Docteur Gaston Godail qui en fut le président de 1969 à 1978.
Le premier titre remporté par le club fut le championnat de France  Juniors en 1972, remporté face à Tonneins, d'un seul point,  à Limoux (16-15).
Le second titre du club fut quant à lui remporté en 1977 face à Ferrals-des-Corbières, également d'un seul point, sur le score de 16 à 15 . Ce match constitue véritablement le match-référence dans la vie du club, puisque quarante années après, il est encore célébré par les « caciques » du club. 
Au cours de la saison 1997-1998, le club est affecté par la restructuration du championnat de France : il est versé dans la Poule B de la nouvelle Division 1, avec Avignon, Bordeaux, Entraigues, la Réole, Marseille, Roanne, Salon de Provence, Tonneins et Villefranche de Rouergue . Mais 1998 est une année de performance pour le club, puisqu'il atteint les quarts de finale de la Coupe de France pour la première fois de son histoire, et rencontre Villeneuve-sur-lot, club d’Élite 1.  
En 1999, le club manque de peu le titre de champion de France de Division A en étant battu 38-18 en finale par Villefranche-de-Rouergue . 
Cependant dans les années 2000, le club a eu quelques faits d'armes intéressants. 
Le club remporte ainsi, au cours du mois de mai 2000,  le championnat de France de « Division A » en battant Carcassonne 32 à 20, titre qui accompagne sa remontée en première division (« D1 »), avec le club vice-champion: l'équipe présente alors dans ses rangs le pilier Ronny Hartigan et l'ancien joueur du Paris Saint Germain Rugby League, le centre Jamie Ojenick. 
Au mois d'octobre 2000, Saint-Cyprien obtient ensuite un match nul face à l'Union Treiziste Catalane, structure nouvellement créée, qui disputait sa première saison. 
Au terme de la saison, qui est celle du Championnat de France de rugby à XIII 2000-2001, le club obtient une place de 8ème au classement final, qui lui permet de disputer les play-offs face à Villeneuve-sur-lot, le leader.  C'est fort logiquement que le club catalan s'incline face au futur champion de France.  
Le club rejoint ensuite l'Union Treiziste Catalane en 2002.

## L'école de rugby
Bien que ne jouant plus en tant que structure distincte dans le championnat, le club continue d'avoir une existence sous la forme d'une école de rugby à XIII dont le président est Hervé Guiraud. L'école est rattachée au comité du Roussillon de rugby à XIII. Le club est également étroitement associé à des démarches organisées pour faire découvrir le rugby à XIII au cours de stages organisés en partenariat avec l'UCPA.